# Louis-Roch Burgard
Pour les articles homonymes, voir Burgard.
Louis-Roch Burgard est un dirigeant d'entreprise français, inspecteur des finances, né le 16 décembre 1969 à Paris 15ème.

## Formation
Louis-Roch Burgard est diplômé de l’Institut d'études politiques de Paris (1991), de l’université Paris IX-Dauphine (DESS de gestion publique), de l’Ecole supérieure de commerce de Paris (ESCP) et de l’École nationale d’administration (ENA) promotion Valmy (1996-98).

## Carrière
À la sortie de l’ENA, Louis-Roch Burgard devient inspecteur des finances à l’Inspection générale des finances de 1998 à 2002.  
Il est nommé en 2002 directeur à la direction générale de Vinci, groupe français de construction et de concessions, puis directeur des activités nucléaires de Vinci Energies de 2003 à 2004. En 2005, il prend la direction de Vinci Energies Sud-Ouest. En 2008, il devient directeur général de Vinci Concessions puis Président en 2013,. 
En 2015, Louis-Roch Burgard rejoint LBO France au sein de l'activité capital investissement Mid-Cap White Knight, à laquelle il apporte son expérience. En janvier 2016, il devient membre du Directoire et Partner de LBO France. 
De janvier 2017 au 18 décembre 2019, Louis-Roch Burgard est président exécutif de Saur, opérateur de gestion déléguée de services publics dans les domaines de l'eau et de l'assainissement. Il est brutalement débarqué en raison des échecs commerciaux de la société.
Depuis janvier 2020, Louis-Roch Burgard est Directeur Général du groupe CNIM (Constructions industrielles de la Méditerranée). En 2022, il rejoint Infranity en charge de l’équipe equity,.

## Mandats
- Membre du conseil de surveillance du groupe Edmond de Rothschild depuis 2014[16].
- Membre du conseil de surveillance du groupe CNIM (Constructions industrielles de la Méditerranée) depuis mai 2016[13].